# Kabenga (vattendrag i Burundi, Ngozi)
Kabenga är ett vattendrag i Burundi.   Det ligger i provinsen Ngozi, i den norra delen av landet, 90 kilometer nordost om huvudstaden Bujumbura.
Omgivningarna runt Kabenga är en mosaik av jordbruksmark och naturlig växtlighet. Runt Kabenga är det tätbefolkat, med 356 invånare per kvadratkilometer.